# Euroleague Basketball 2022-2023 - Final Four
Le Final Four della Euroleague Basketball 2022-2023 sono state la 66ª edizione delle finali del principale torneo di pallacanestro per club, la 23ª edizione da quando la competizione viene organizzata dalla Euroleague Basketball. È stata la 36ª Final Four della moderna EuroLeague e la 38ª edizione della competizione che si è conclusa con il formato della finale a quattro squadre.
Le partite della Final Four 2022 sono state disputate alla Žalgirio Arena di Kaunas il 19 ed il 21 maggio 2023.

## Sede
Il 19 dicembre 2022 Euroleague Basketball annunciò che le Final Four per la stagione 2022-2023 si sarebbero tenute alla Žalgirio Arena di Kaunas. 
| Kaunas                 | Kaunas (Europa) |
| Žalgirio Arena         | Kaunas (Europa) |
| Posti a sedere: 15.688 | Kaunas (Europa) |
|                        | Kaunas (Europa) |

## Percorso verso le Final Four
| Squadra     | Regular season | Regular season | Regular season |                  | Play-off | Play-off |
| Squadra     | Gruppo         | V              | P              | Avversaria       | Serie    |          |
| ----------- | -------------- | -------------- | -------------- | ---------------- | -------- | -------- |
| Olympiakos  | 1ª             | 24             | 10             | Fenerbahçe       | 3 – 2    |          |
| Barcellona  | 2ª             | 23             | 11             | Žalgiris Kaunas  | 3 – 0    |          |
| Real Madrid | 3ª             | 23             | 11             | Partizan         | 3 – 2    |          |
| Monaco      | 4ª             | 21             | 13             | Maccabi Tel Aviv | 3 – 2    |          |

### Tabellone
|  | Semifinali  | Semifinali  | Semifinali  |             |            | Finale          | Finale          | Finale          |  |
|  |             |             |             |             |            |                 |                 |                 |  |
|  | Olympiakos  | Olympiakos  | 76          |             |            |                 |                 |                 |  |
|  | Olympiakos  | Olympiakos  | 76          |             |            |                 |                 |                 |  |
|  | Monaco      | Monaco      | 62          |             |            |                 |                 |                 |  |
|  | Monaco      | Monaco      | 62          |             | Olympiakos | Olympiakos      | 78              |                 |  |
|  |             |             |             |             | Olympiakos | Olympiakos      | 78              |                 |  |
|  |             |             | Real Madrid | Real Madrid | 79         |                 |                 |                 |  |
|  | Barcellona  | Barcellona  | Real Madrid | Real Madrid | 79         | 66              |                 |                 |  |
|  | Barcellona  | Barcellona  |             |             |            | 66              |                 |                 |  |
|  | Real Madrid | Real Madrid | 78          |             |            | Finale 3º posto | Finale 3º posto | Finale 3º posto |  |
|  | Real Madrid | Real Madrid | 78          |             |            |                 |                 |                 |  |
|  |             |             |             |             |            |                 |                 |                 |  |
|  |             |             |             |             |            | Monaco          | Monaco          | 78              |  |
|  |             |             |             |             |            | Monaco          | Monaco          | 78              |  |
|  |             |             |             |             |            | Barcellona      | Barcellona      | 66              |  |

## Semifinali

### Olympiakos - Monaco
| Arbitri: | Borys Ryzhyk Oļegs Latiševs Gytis Vilius |

|                                     |            |                                      |
| Vezenkov 19 Papanikolaou 15 Fall 12 | Punti      | 17 Okobo, James 11 Loyd 7 Motiejūnas |
| Sloukas, Walkup 7                   | Assist     | 5 Okobo                              |
| Papanikolaou 8                      | Rimbalzi   | 7 Hall, Loyd                         |
| Giōrgos Mpartzōkas                  | Allenatori | Saša Obradović                       |

| Quintetto titolare | Quintetto titolare | Quintetto titolare     | Pt | Rim | Ass |
| ------------------ | ------------------ | ---------------------- | -- | --- | --- |
| G                  | 0                  | Thomas Walkup          | 0  | 3   | 7   |
| PG                 | 3                  | Isaiah Canaan          | 7  | 1   | 1   |
| C                  | 10                 | Moustapha Fall         | 12 | 4   | 4   |
| AG                 | 14                 | Aleksandăr Vezenkov    | 19 | 6   | 3   |
| AP                 | 16                 | Kōstas Papanikolaou    | 15 | 8   | 0   |
| Panchina:          |                    |                        |    |     |     |
| PG                 | 4                  | Michalīs Lountzīs      | 0  | 0   | 0   |
| G                  | 5                  | Giannoulīs Larentzakīs | 4  | 3   | 0   |
| PG                 | 11                 | Kōstas Sloukas         | 9  | 1   | 7   |
| AG                 | 21                 | Joel Bolomboy          | 2  | 5   | 0   |
| AG                 | 25                 | Alec Peters            | 0  | 1   | 0   |
| C                  | 28                 | Tarik Black            | 3  | 1   | 0   |
| AP                 | 77                 | Shaquielle McKissic    | 5  | 1   | 1   |
| Allenatore:        |                    |                        |    |     |     |
| Giōrgos Mpartzōkas |                    |                        |    |     |     |

| Olympiakos |  | Monaco |

| Olympiakos    | Statistiche        | Monaco        |
| ------------- | ------------------ | ------------- |
|               | Statistiche        |               |
| 18/29 (62.1%) | Tiro da 2          | 15/31 (48.4%) |
| 7/19 (36.8%)  | Tiro da 3          | 5/24 (20.8%)  |
| 19/33 (57.6%) | Tiri liberi        | 17/24 (70.8%) |
| 9             | Rimbalzi offensivi | 10            |
| 28            | Rimbalzi difensivi | 23            |
| 37            | Rimbalzi totali    | 33            |
| 23            | Assist             | 10            |
| 12            | Palle perse        | 12            |
| 7             | Palle rubate       | 5             |
| 1             | Stoppate           | 1             |
| 21            | Falli              | 24            |

| Quintetto titolare | Quintetto titolare | Quintetto titolare | Pt   | Rim  | Ass  |
| ------------------ | ------------------ | ------------------ | ---- | ---- | ---- |
| AP                 | 00                 | John Brown         | 4    | 3    | 0    |
| G                  | 3                  | Jordan Loyd        | 11   | 7    | 2    |
| C                  | 20                 | Donatas Motiejūnas | 7    | 5    | 0    |
| G                  | 24                 | Yakuba Ouattara    | 0    | 1    | 0    |
| P                  | 55                 | Mike James         | 17   | 3    | 2    |
| Panchina:          |                    |                    |      |      |      |
| P                  | 0                  | Élie Okobo         | 17   | 1    | 5    |
| AG                 | 1                  | Chima Moneke       | 2    | 1    | 1    |
| AP                 | 4                  | Jaron Blossomgame  | n.e. | n.e. | n.e. |
| AG                 | 5                  | Yoan Makoundou     | n.e. | n.e. | n.e. |
| AP                 | 11                 | Alpha Diallo       | 2    | 4    | 0    |
| P                  | 32                 | Matthew Strazel    | n.e. | n.e. | n.e. |
| AG                 | 45                 | Donta Hall         | 2    | 7    | 0    |
| Allenatore:        |                    |                    |      |      |      |
| Saša Obradović     |                    |                    |      |      |      |

### Barcellona - Real Madrid
| Arbitri: | Saša Pukl Emin Moğulkoç Mehdi Difallah |

|                                        |            |                                    |
| Abrines 16 Laprovíttola 12 Kuric 11    | Punti      | 20 Tavares 14 Hezonja 12 Rodríguez |
| Jokubaitis, Laprovíttola, Satoranský 3 | Assist     | 5 Llull, Rodríguez                 |
| Satoranský 11                          | Rimbalzi   | 15 Tavares                         |
| Šarūnas Jasikevičius                   | Allenatori | Chus Mateo                         |

| Quintetto titolare   | Quintetto titolare | Quintetto titolare   | Pt   | Rim  | Ass  |
| -------------------- | ------------------ | -------------------- | ---- | ---- | ---- |
| C                    | 5                  | Sertaç Şanlı         | 0    | 3    | 0    |
| PG                   | 13                 | Tomáš Satoranský     | 7    | 11   | 3    |
| P                    | 20                 | Nicolás Laprovíttola | 12   | 3    | 3    |
| G                    | 21                 | Álex Abrines         | 16   | 4    | 0    |
| AG                   | 33                 | Nikola Mirotić       | 3    | 1    | 1    |
| Panchina:            |                    |                      |      |      |      |
| AC                   | 6                  | Jan Veselý           | 4    | 6    | 1    |
| A                    | 8                  | Sergi Martínez       | 0    | 1    | 1    |
| A                    | 10                 | Nikola Kalinić       | 6    | 2    | 0    |
| C                    | 23                 | Mike Tobey           | n.e. | n.e. | n.e. |
| G                    | 24                 | Kyle Kuric           | 11   | 2    | 0    |
| P                    | 31                 | Rokas Jokubaitis     | 6    | 2    | 3    |
| C                    | 46                 | James Nnaji          | 1    | 2    | 1    |
| Allenatore:          |                    |                      |      |      |      |
| Šarūnas Jasikevičius |                    |                      |      |      |      |

| Barcellona |  | Real Madrid |

| Barcellona    | Statistiche        | Real Madrid   |
| ------------- | ------------------ | ------------- |
|               | Statistiche        |               |
| 10/30 (33.3%) | Tiro da 2          | 21/45 (46.7%) |
| 14/39 (35.9%) | Tiro da 3          | 7/22 (31.8%)  |
| 4/11 (36.4%)  | Tiri liberi        | 15/19 (78.9%) |
| 14            | Rimbalzi offensivi | 13            |
| 29            | Rimbalzi difensivi | 32            |
| 43            | Rimbalzi totali    | 45            |
| 13            | Assist             | 17            |
| 14            | Palle perse        | 11            |
| 8             | Palle rubate       | 6             |
| 3             | Stoppate           | 6             |
| 23            | Falli              | 21            |

| Quintetto titolare | Quintetto titolare | Quintetto titolare  | Pt   | Rim  | Ass  |
| ------------------ | ------------------ | ------------------- | ---- | ---- | ---- |
| P                  | 0                  | Nigel Williams-Goss | 10   | 1    | 2    |
| AP                 | 8                  | Ádám Hanga          | 0    | 6    | 2    |
| C                  | 22                 | Walter Tavares      | 20   | 15   | 1    |
| AC                 | 30                 | Eli Ndiaye          | 2    | 2    | 0    |
| AP                 | 31                 | Džanan Musa         | 7    | 2    | 2    |
| Panchina:          |                    |                     |      |      |      |
| GA                 | 1                  | Fabien Causeur      | 0    | 0    | 0    |
| AG                 | 3                  | Anthony Randolph    | 6    | 2    | 0    |
| GA                 | 5                  | Rudy Fernández      | 2    | 4    | 0    |
| A                  | 6                  | Alberto Abalde      | n.e. | n.e. | n.e. |
| C                  | 11                 | Mario Hezonja       | 14   | 9    | 0    |
| AP                 | 13                 | Sergio Rodríguez    | 12   | 0    | 5    |
| P                  | 23                 | Sergio Llull        | 5    | 0    | 5    |
| Allenatore:        |                    |                     |      |      |      |
| Chus Mateo         |                    |                     |      |      |      |

## Finali

### Finale 3º/4º posto
| Arbitri: | Borys Ryzhyk Anne Panther Tomislav Hordov |

|                                                 |            |                                                 |
| Strazel 14 Diallo, Okobo 10 Blossomgame, Loyd 9 | Punti      | 15 Mirotić 9 Abrines 7 Kuric, Nnaji, Satoranský |
| Loyd 6                                          | Assist     | 4 Jokubaitis, Laprovíttola, Satoranský          |
| Hall 11                                         | Rimbalzi   | 4 Nnaji, Veselý                                 |
| Saša Obradović                                  | Allenatori | Šarūnas Jasikevičius                            |

| Quintetto titolare | Quintetto titolare | Quintetto titolare | Pt | Rim | Ass |
| ------------------ | ------------------ | ------------------ | -- | --- | --- |
| AP                 | 00                 | John Brown         | 2  | 3   | 0   |
| G                  | 3                  | Jordan Loyd        | 9  | 2   | 6   |
| AP                 | 11                 | Alpha Diallo       | 10 | 6   | 2   |
| C                  | 20                 | Donatas Motiejūnas | 2  | 2   | 1   |
| P                  | 55                 | Mike James         | 3  | 0   | 1   |
| Panchina:          |                    |                    |    |     |     |
| P                  | 0                  | Élie Okobo         | 10 | 3   | 4   |
| AG                 | 1                  | Chima Moneke       | 4  | 3   | 0   |
| AP                 | 4                  | Jaron Blossomgame  | 9  | 1   | 0   |
| AG                 | 5                  | Yoan Makoundou     | 4  | 1   | 0   |
| G                  | 24                 | Yakuba Ouattara    | 2  | 1   | 1   |
| P                  | 32                 | Matthew Strazel    | 14 | 2   | 1   |
| AG                 | 45                 | Donta Hall         | 9  | 11  | 1   |
| Allenatore:        |                    |                    |    |     |     |
| Saša Obradović     |                    |                    |    |     |     |

| Monaco |  | Barcellona |

| Monaco        | Statistiche        | Barcellona    |
| ------------- | ------------------ | ------------- |
|               | Statistiche        |               |
| 28/44 (63.6%) | Tiro da 2          | 18/34 (52.9%) |
| 3/15 (20.0%)  | Tiro da 3          | 8/27 (29.6%)  |
| 13/18 (72.2%) | Tiri liberi        | 6/8 (75.0%)   |
| 9             | Rimbalzi offensivi | 8             |
| 28            | Rimbalzi difensivi | 21            |
| 37            | Rimbalzi totali    | 29            |
| 17            | Assist             | 21            |
| 14            | Palle perse        | 13            |
| 8             | Palle rubate       | 10            |
| 3             | Stoppate           | 2             |
| 18            | Falli              | 20            |

| Quintetto titolare   | Quintetto titolare | Quintetto titolare   | Pt | Rim | Ass |
| -------------------- | ------------------ | -------------------- | -- | --- | --- |
| C                    | 5                  | Sertaç Şanlı         | 2  | 1   | 0   |
| PG                   | 13                 | Tomáš Satoranský     | 7  | 3   | 4   |
| P                    | 20                 | Nicolás Laprovíttola | 5  | 0   | 4   |
| G                    | 21                 | Álex Abrines         | 9  | 3   | 2   |
| AG                   | 33                 | Nikola Mirotić       | 15 | 2   | 1   |
| Panchina:            |                    |                      |    |     |     |
| AC                   | 6                  | Jan Veselý           | 6  | 4   | 1   |
| A                    | 8                  | Sergi Martínez       | 2  | 0   | 0   |
| A                    | 10                 | Nikola Kalinić       | 4  | 2   | 2   |
| C                    | 23                 | Mike Tobey           | 2  | 3   | 1   |
| G                    | 24                 | Kyle Kuric           | 7  | 2   | 1   |
| P                    | 31                 | Rokas Jokubaitis     | 0  | 0   | 4   |
| C                    | 46                 | James Nnaji          | 7  | 4   | 1   |
| Allenatore:          |                    |                      |    |     |     |
| Šarūnas Jasikevičius |                    |                      |    |     |     |

### Finale
| Arbitri: | Saša Pukl Gytis Vilius Mehdi Difallah |

|                                   |            |                                    |
| Vezenkov 29 Canaan 21 McKissic 14 | Punti      | 15 Rodríguez 13 Tavares 12 Hezonja |
| Walkup 6                          | Assist     | 9 Rodríguez                        |
| Vezenkov 9                        | Rimbalzi   | 10 Tavares                         |
| Giōrgos Mpartzōkas                | Allenatori | Chus Mateo                         |

| Quintetto titolare | Quintetto titolare | Quintetto titolare     | Pt   | Rim  | Ass  |
| ------------------ | ------------------ | ---------------------- | ---- | ---- | ---- |
| G                  | 0                  | Thomas Walkup          | 0    | 2    | 6    |
| PG                 | 3                  | Isaiah Canaan          | 21   | 2    | 2    |
| C                  | 10                 | Moustapha Fall         | 0    | 5    | 1    |
| AG                 | 14                 | Aleksandăr Vezenkov    | 29   | 9    | 4    |
| AP                 | 16                 | Kōstas Papanikolaou    | 6    | 3    | 2    |
| Panchina:          |                    |                        |      |      |      |
| PG                 | 4                  | Michalīs Lountzīs      | n.e. | n.e. | n.e. |
| G                  | 5                  | Giannoulīs Larentzakīs | 0    | 0    | 1    |
| PG                 | 11                 | Kōstas Sloukas         | 6    | 2    | 3    |
| AG                 | 21                 | Joel Bolomboy          | 2    | 1    | 0    |
| AG                 | 25                 | Alec Peters            | n.e. | n.e. | n.e. |
| C                  | 28                 | Tarik Black            | 0    | 0    | 0    |
| AP                 | 77                 | Shaquielle McKissic    | 14   | 0    | 2    |
| Allenatore:        |                    |                        |      |      |      |
| Giōrgos Mpartzōkas |                    |                        |      |      |      |

| Olympiakos |  | Real Madrid |

| Olympiakos    | Statistiche        | Real Madrid   |
| ------------- | ------------------ | ------------- |
|               | Statistiche        |               |
| 16/26 (61.5%) | Tiro da 2          | 17/29 (58.6%) |
| 12/36 (33.3%) | Tiro da 3          | 12/33 (36.4%) |
| 10/15 (66.7%) | Tiri liberi        | 9/11 (81.8%)  |
| 10            | Rimbalzi offensivi | 13            |
| 20            | Rimbalzi difensivi | 24            |
| 30            | Rimbalzi totali    | 37            |
| 21            | Assist             | 19            |
| 6             | Palle perse        | 10            |
| 1             | Palle rubate       | 6             |
| 1             | Stoppate           | 0             |
| 17            | Falli              | 18            |

| Quintetto titolare | Quintetto titolare | Quintetto titolare  | Pt   | Rim  | Ass  |
| ------------------ | ------------------ | ------------------- | ---- | ---- | ---- |
| P                  | 0                  | Nigel Williams-Goss | 9    | 2    | 2    |
| AP                 | 8                  | Ádám Hanga          | 2    | 3    | 0    |
| C                  | 22                 | Walter Tavares      | 13   | 10   | 2    |
| AC                 | 30                 | Eli Ndiaye          | 3    | 0    | 0    |
| AP                 | 31                 | Džanan Musa         | 6    | 1    | 4    |
| Panchina:          |                    |                     |      |      |      |
| GA                 | 1                  | Fabien Causeur      | 11   | 2    | 0    |
| AG                 | 3                  | Anthony Randolph    | 3    | 2    | 0    |
| GA                 | 5                  | Rudy Fernández      | 3    | 2    | 2    |
| A                  | 6                  | Alberto Abalde      | n.e. | n.e. | n.e. |
| C                  | 11                 | Mario Hezonja       | 12   | 3    | 0    |
| AP                 | 13                 | Sergio Rodríguez    | 15   | 4    | 9    |
| P                  | 23                 | Sergio Llull        | 2    | 1    | 0    |
| Allenatore:        |                    |                     |      |      |      |
| Chus Mateo         |                    |                     |      |      |      |

| Vincitrice Euroleague Basketball 2022-2023 |
| ------------------------------------------ |
| Real Madrid 11º titolo                     |